# Partido de la Justicia (Corea del Sur)
El Partido de la Justicia (en coreano: 정의당; Hanja: 正義黨; RR: Jeong-uidang) es un partido político de Corea del Sur. Fue fundado el 21 de octubre de 2012 por Sim Sang-jung luego de separarse del Partido Progresista Unificado. El Partido de la Justicia es un partido liberal-socialdemócrata, pero se clasifica como izquierdista en el contexto político de Corea del Sur.

## Historia

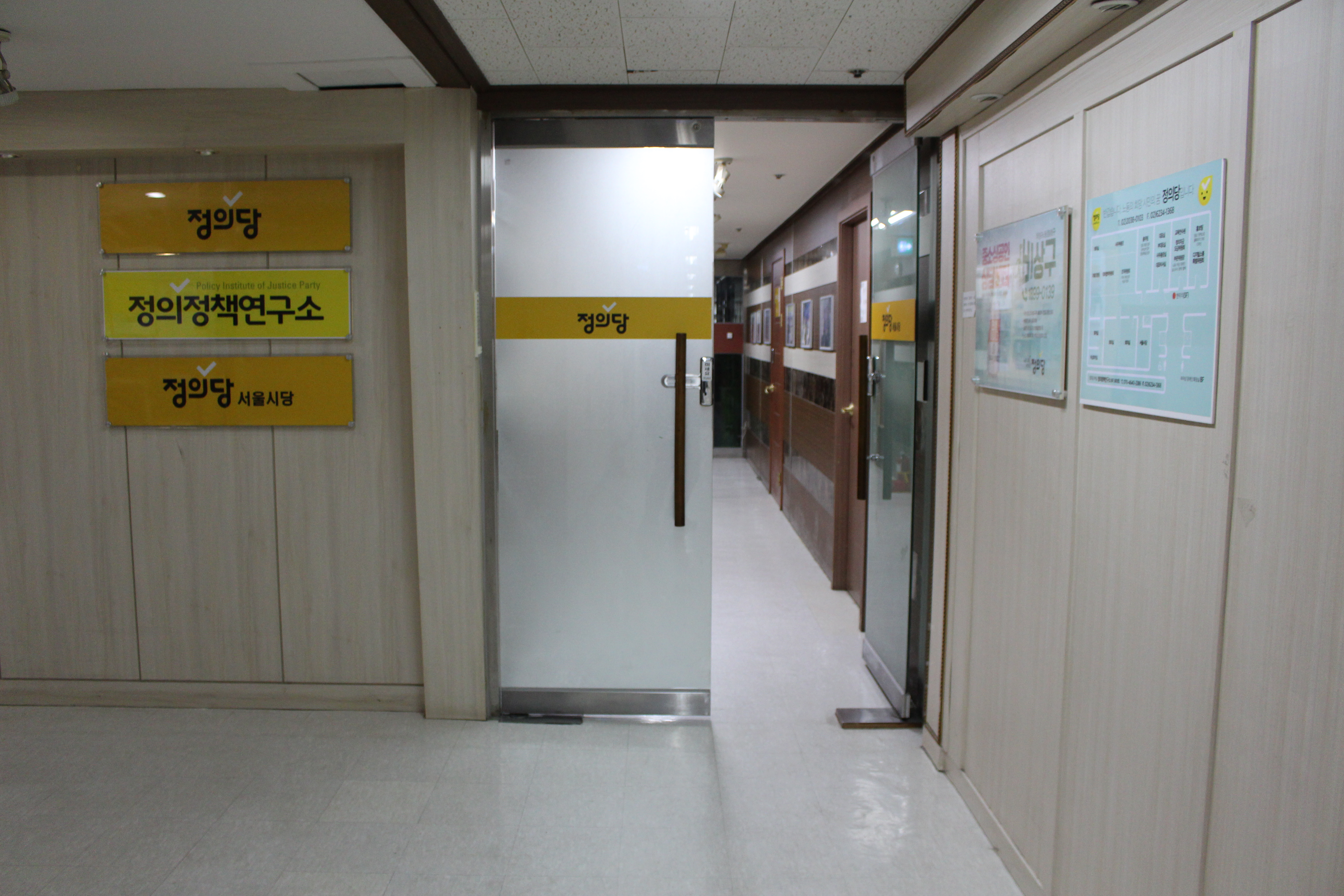
Sede y Oficina del Partido de la Justicia en Seúl

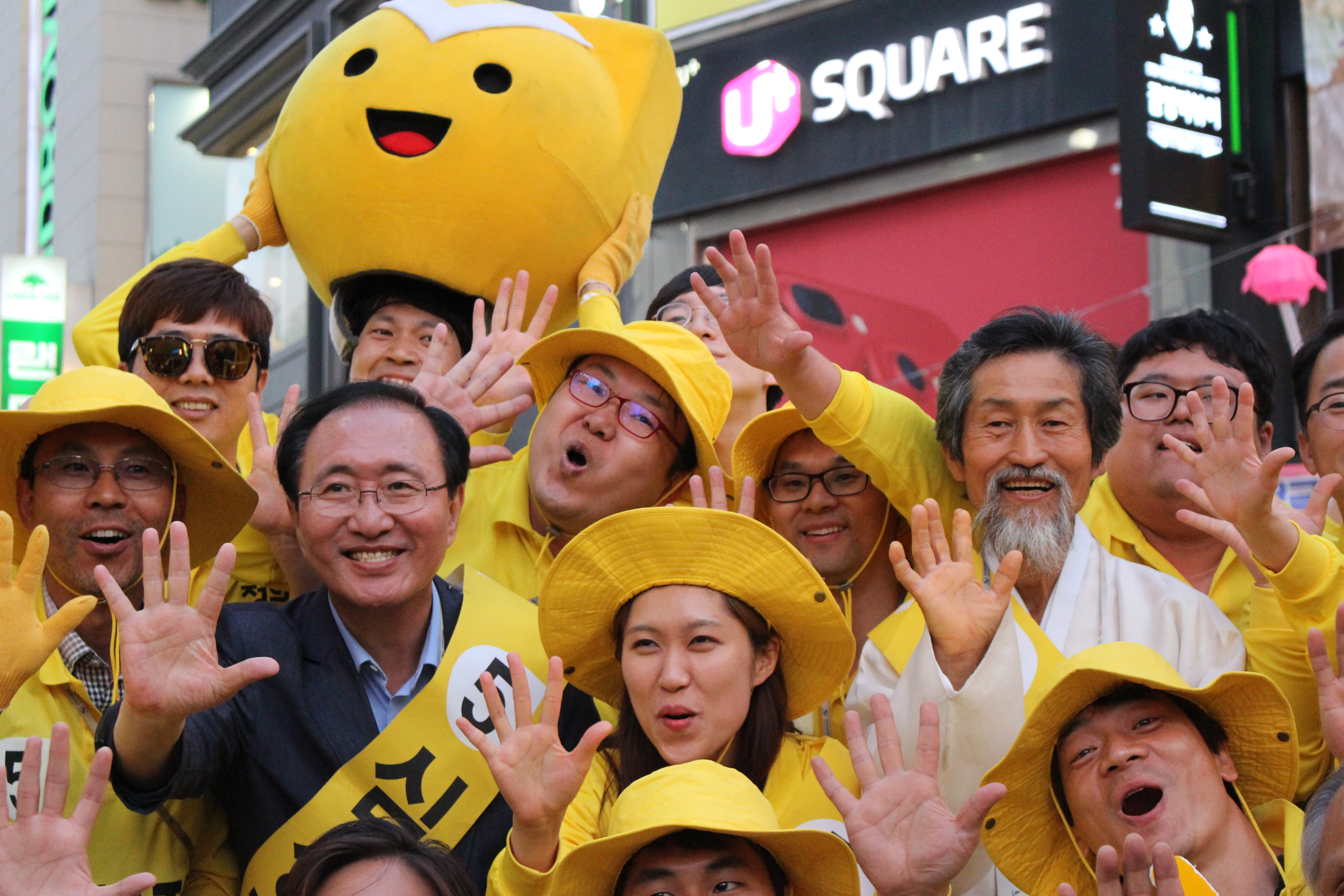
Roh Hoe-chan (izquierda) y Gang Gi-gap (derecha) en el mitin de campaña de Sim Sang-jung durante las elecciones presidenciales de 2017

El partido se fundó con el nombre de Partido de la Justicia Progresista, cambió su nombre por el de Partido de la Justicia en el segundo congreso del partido el 16 de julio de 2013. En el cuarto congreso del partido el 22 de noviembre de 2015, el partido se fusionó oficialmente con los grupos extraparlamentarios: Comité Preparatorio del Pueblo Partido (2015), Coalición de Política Laboral (노동정치연대), miembros del Partido Laborista, después de que fracasaran las mociones para fusionar el partido con el Partido de la Justicia.
Después de la fusión, Na Gyung-che, exlíder del Partido Laborista, y Kim Se-kyun, líder del Comité Preparatorio del Partido Popular, fueron elevados a puestos de codirección, mientras que Sim Sang-jung permaneció como líder permanente. Kim Se-kyun dejó el cargo de codirector en septiembre de 2016.
En las elecciones legislativas de abril de 2016, el partido aumentó su total de escaños, con la elección de Roh Hoe-chan al distrito electoral de Seongsan en la ciudad de Changwon. El partido obtuvo un 7,2% en la lista de votantes del partido, obteniendo un total de seis legisladores a la Asamblea Nacional.
En las elecciones presidenciales de 2017, Sim Sang-jung se postuló como candidata del partido después de ganar las primarias. Sim recibió el respaldo de la Confederación Coreana de Sindicatos (KCTU) y realizó una campaña centrada en cuestiones laborales y sociales. Sim se dio a conocer por ser la única candidata que apoya el matrimonio igualitario en Corea del Sur. Sim obtuvo el 6.2% de los votos, convirtiéndola en la candidata presidencial de izquierda más exitosa desde la democratización del país en 1987.
En julio de 2017, con el mandato de dos años de liderazgo de Sim llegando a su fin, el partido eligió al miembro en funciones de la Asamblea Nacional Lee Jeong-mi como el nuevo líder.
El 31 de marzo de 2018, el partido confirmó su decisión de formar un grupo parlamentario con Partido por la Democracia y la Paz, bajo el nombre de Grupo de diputados de Paz y Justicia. El grupo parlamentario se registró oficialmente el 2 de abril. El actual líder de adujunto del partido, Roh Hoe-chan fue elegido para encabezar el grupo parlamentario en la Asamblea Nacional. El abrupto fallecimiento de Roh Hoe-chan el 23 de julio de 2018 resultó en la disolución automática del grupo parlamentario.
En julio de 2019, el partido eligió nuevamente a Sim Sang-jung como líder. Es su segundo mandato no consecutivo en ocupar dicho cargo.

## Posiciones políticas
El Partido de la Justicia es evaluado como un partido político situado a entre el liberalismo y la socialdemocracia. Los movimientos obreros de Corea del Sur no lo reconocen como un partido socialdemócrata. El partido afirma ser un partido socialdemócrata, pero los medios de comunicación lo describen como liberal y progresista en asuntos principales políticos, rechaza el conservadurismo social y adopta una postura socialmente progresista sobre el feminismo y las cuestiones de derechos LGBT. El partido critica varias políticas del Partido Demócrata de Corea, pero tienen una visión bastante favorable del liberalismo moderno al estilo del Partido Demócrata estadounidense.
El partido tiene una posición moderado, también valora la responsabilidad fiscal y aboga por aumentos de impuestos. Además, se opone a la renta básica. Sin embargo, están activos en el tema de los derechos laborales.

## Líderes del partido

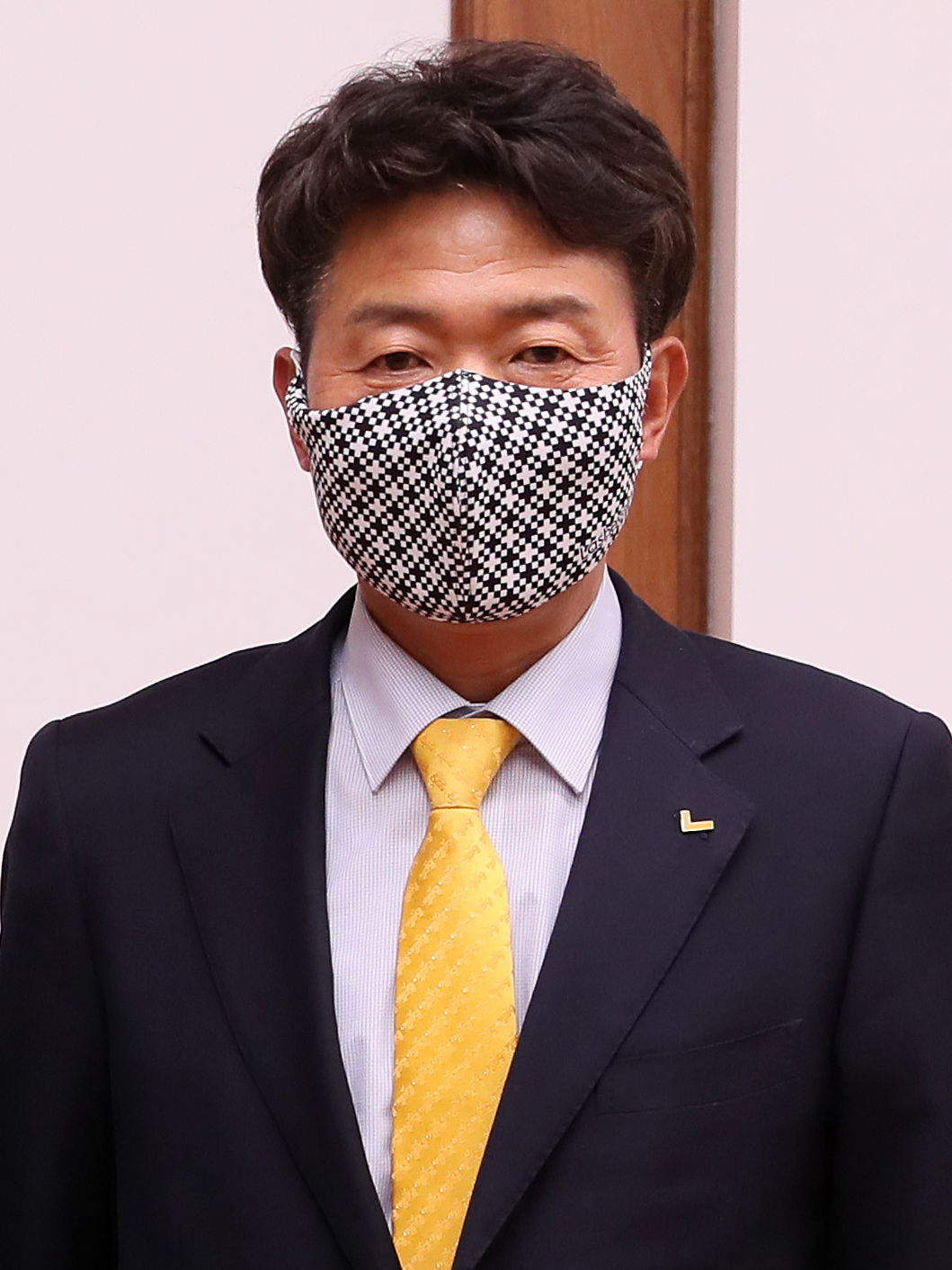
Yeo Yeong-guk, exlíder del partido

1. Roh Hoe-chan y Jo Jun-ho (21 de octubre de 2012-21 de julio de 2013)
2. Cheon Ho-sun (21 de julio de 2013-18 de julio de 2015)
3. Sim Sang-jung (18 de julio de 2015-11 de julio de 2017)
4. Lee Jeong-mi (11 de julio de 2017-13 de julio de 2019)
5. Sim Sang-jung (13 de julio de 2019-12 de octubre de 2020)
6. Kim Jong-cheol (12 de octubre de 2020-25 de enero de 2021)
7. Kim Yun-ki (25 de enero de 2021-29 de enero de 2021)
8. Kang Eun-mi (29 de enero de 2021-23 de marzo de 2021)
9. Yeo Young-guk (23 de marzo de 2021-2 de junio de 2022)
10. Lee Eun-ju (2 de junio de 2022-28 de octubre de 2022)
11. Lee Jeong-mi (desde el 28 de octubre de 2022)

## Resultados electorales

### Elecciones presidenciales
|  | 6.2 % |

|  | 2.37 % |

|  | 0.98 % |

### Elecciones legislativas
|  | 7.2 % |

|  | 9.5 % |